# Giuseppe Mosca
Pour les articles homonymes, voir Mosca.
Giuseppe Mosca, né à Naples en 1772 et mort à Messine le 14 septembre 1839, est un compositeur italien, frère du compositeur Luigi Mosca.

## Biographie
Après avoir étudié la musique au Conservatoire de Santa Maria di Loreto à Naples sous la direction de Fedele Fenaroli, il a fait ses débuts comme compositeur d'opéra à Rome en 1791 avec Silvia e Nardone. Dans les années suivantes, il a continué à composer des opéras, qui ont obtenu beaucoup de succès. En 1803, il est allé à Paris comme compositeur et comme « maestro di cembalo » au Théâtre Italien. Après la représentation de La pietra del paragone de Gioachino Rossini en 1812, Mosca a accusé ce dernier d'avoir plagié son opéra I pretendenti delusi donné avec succès l'année précédente. Par la suite, de 1817 à 1820, il est resté à Palerme en tant que directeur du Teatro Real Carolino. Entre 1820 et 1827, il était à Milan, puis à Messine, toujours en tant que directeur d'un théâtre.

## Œuvres

### Opéras
- Silvia e Nardone (février 1791, Teatro Nuovo, Rome)
- La vedova scaltra (carnaval 1796, Teatro Tordinona, Rome)
- Il folletto (1797 Teatro Nuovo, Naples)
- Chi si contenta gode (29 avril 179, Teatro Apollo, Rome)
- I matrimoni liberi, opera buffa, en 2 actes (25 août 1798, Teatro alla Scala, Milan)
- Ifigenia in Aulide (carnaval 1799, Teatro Argentina, Rome)
- Amore e dovere (1799, Teatro delle Dame, Rome)
- L'apparenza inganna (automne 1799 Teatro San Moisè, Venise)
- Rinaldo ed Armida (26 décembre 1799 Teatro della Pergola, Florence)
- La Gastalda ed il lacchè (carnaval 1800 Teatro San Samuele, Venise)
- La gara fra Valafico e Limella (été 1800, Venise)
- Il sedicente filosofo (novembre 1801, Teatro alla Scala, Milan)
- La vipera ha beccato i ciarlatani (automne 1801, Teatro Regio, Turin)
- Ginevra di Scozia ossia Ariodante, livret de Gaetano Rossi (carnaval 1802, Grand Théâtre des Arts (ex-Regio), Turin)
- La fortunata combinazione, opera buffa, en 2 actes, livret de Luigi Romanelli (17 août 1802, Teatro alla Scala, Milan)
- Sesostri, livret de Apostolo Zeno et Pietro Pariati (26 décembre 1802, Grand Théâtre des Arts (ex-Regio), Turin)
- Chi vuol troppo veder diventa cieco, opera buffa, en 2 actes, livret de Luigi Romanelli (2 juillet 1803, Teatro alla Scala, Milan)
- Emira e Conalla (1803, Teatro S. Agostino, Gênes)
- Monsieur de Montaciel (automne 1810, Teatro Carignano, Turin)
- Con amore non si scherza (14 avril 1811, Teatro alla Scala, Milan avec Marietta Marcolini et Claudio Bonoldi)
- I pretendenti delusi (7 septembre 1811, Teatro alla Scala, Milan avec la Marcolini e Bonoldi)
- I tre mariti (carnaval 1812, Teatro San Moisè, Venise)
- Il finto Stanislao Re di Polonia (carnaval 1812, Teatro San Moisè, Venise)
- Gli amori e l'arme, livret de Giuseppe Palomba (29 mars 1812, Teatro San Carlo, Naples)
- Le bestie in uomini, farsa, en 2 actes, livret de Angelo Anelli avec Marietta Marcolini (23 mai 1812, Teatro alla Scala, Milan)
- Romilda, ossia L'amor coniugale (26 janvier 1813, Teatro Ducale, Parme)
- La diligenza a Toigni, ossia Il collaterale (1813, Teatro dei Fiorentini, Naples)
- Don Gregorio in imbarazzo (1813, Teatro dei Fiorentini, Naples)
- L'avviso al pubblico, opera buffa, en 2 actes, livret de Gaetano Rossi (4 janvier 1814, Teatro alla Scala, Milan) [aussi sous le titre : Il matrimonio per concorso a Turin, automne 1814]
- Il fanatico per l'Olanda (carnaval 1814, Teatro del Corso, Bologne)
- Carlotta ed Errico (automne 1814, Teatro dei Fiorentini, Naples)
- I viaggiatori, ossia Il negoziante pesarese (22 octobre 1814, Teatro Ducale, Parme)
- Don Desiderio, ovvero Il disperato per eccesso di buon cuore (avril 1816, Teatro dei Fiorentini, Naples)
- La gioventù di Enrico V(11 septembre 1818, Teatro della Pergola, Florence)
- Attila, ossia Il trionfo del Re de' Franchi (1818, Teatro S. Cecilia, Palerme)
- I due fratelli fuorusciti, ovvero Li giudici senza dottrina (26 septembre 1819, Teatro Marsigli-Rossi, Bologne)
- Emira, regina d'Egitto (6 mars 1821, Teatro alla Scala, Milan avec Adelaide Tosi)
- La sciocca per astuzia, opera buffa, en 2 actes, livret de Luigi Romanelli (15 mai 1821, Teatro alla Scala, Milan avec Teresa Belloc-Giorgi et Domenico Donzelli)
- La dama locandiera, opera buffa, en 2 actes, livret de Luigi Romanelli (8 avril 1822, Teatro alla Scala, Milan)
- La poetessa errante (printemps 1822, Teatro Nuovo, Naples)
- Federico II, Re di Prussia (décembre 1824, Teatro San Carlo, Naples)
- L'abate dell'Epée (27 juin 1826, Teatro San Carlo, Naples)

## Autres œuvres
- La moglie virtuosa, ossia Costanza Ragozzi (ballet, 1798, Milan)
- Tomiri regina d'Egitto (ballet, 1802, Turin)
- Salve regina, per soprano e organo
- Sinfonia in do maggiore
- Sinfonia per cembalo, in re maggiore